# Wolne Derry

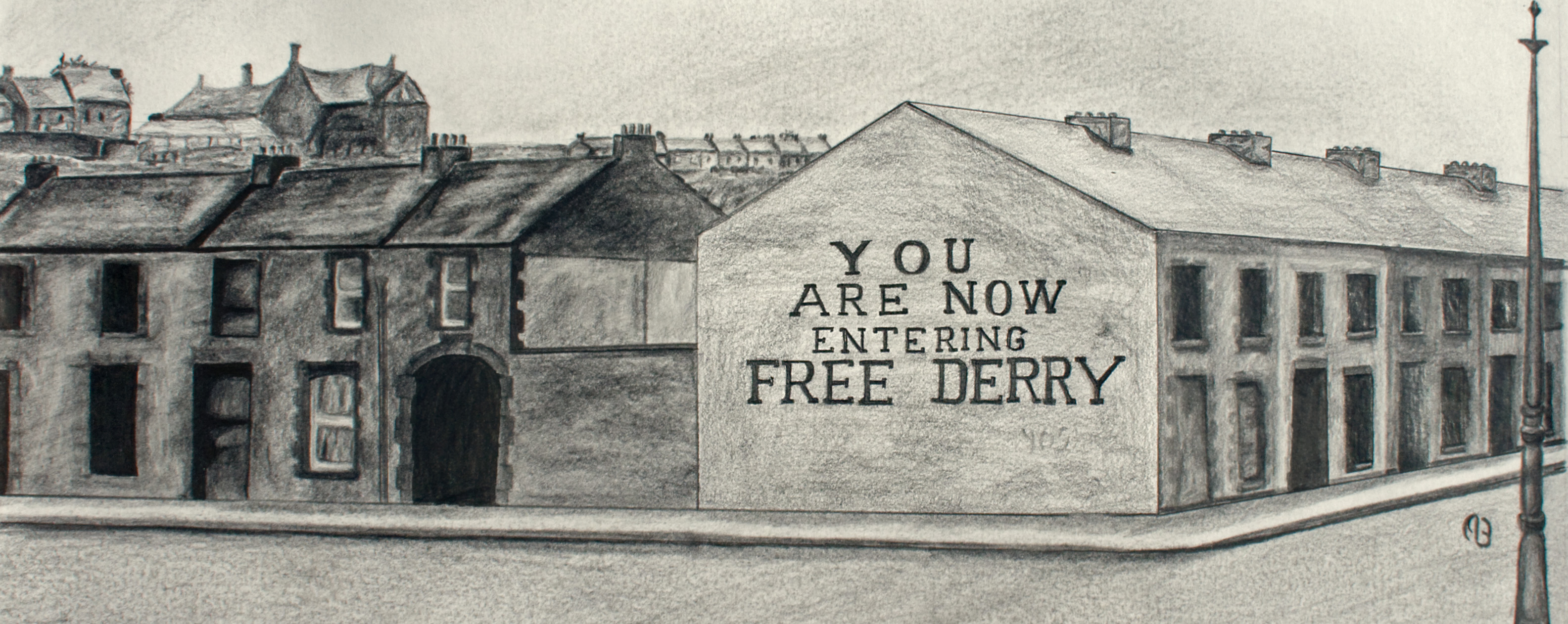
„Free Derry Corner” na rogu Lecky Road i Fahan Street w Bogside.

Wolne Derry (ang. Free Derry, irl. Saor Dhoire) – samozwańczy, autonomiczny obszar, istniejący w mieście Londonderry w Irlandii Północnej od 1969 do 1972 roku. Nazwa „Free Derry” została zaczerpnięta z napisu namalowanego na ścianie jednego z budynków w dzielnicy Bogside w styczniu 1969. Napis ten głosił „You are now entering Free Derry”, czyli „Właśnie wchodzisz do Wolnego Derry”.

## Tło polityczne
W 1968 w Irlandii Północnej wybuchł konflikt pomiędzy jej mieszkańcami na tle politycznym i religijnym. Powodem sporu był podział Irlandii z 1921 roku. Pierwszą stroną konfliktu byli unioniści, zwani też lojalistami. Ich religią był protestantyzm, uznawali siebie za Brytyjczyków i popierali pozostanie Irlandii Północnej w ramach Wielkiej Brytanii. Drugą stronę reprezentowali nacjonaliści, zwani też republikanami. Wyznawali oni katolicyzm, uważali siebie za Irlandczyków i domagali się przyłączenia Irlandii Północnej do Republiki Irlandii. Miasto Derry, zwane też Londonderry jest położone na granicy dwóch części Irlandii. W połowie lat 60. XX wieku katolicy stanowili większość w tym mieście ale posiadali dużo mniej praw, ponieważ bogatsi, wspierani przez brytyjski rząd protestanci mieli tyle głosów, ile posiadali nieruchomości. W 1961, dla przykładu, całkowita populacja Derry wynosiła 53 744, przy czym 36 049 stanowili katolicy, a 17 695 protestanci. O zmianę systemu wyborczego na „jeden człowiek, jeden głos” walczyła organizacja o nazwie Northern Ireland Civil Rights Association, czyli Stowarzyszenie na rzecz Praw Obywatelskich Irlandii Północnej. W katolickiej dzielnicy Bogside napięcie spowodowane dyskryminacją zaczęło stopniowo narastać.

## Powstanie Wolnego Derry

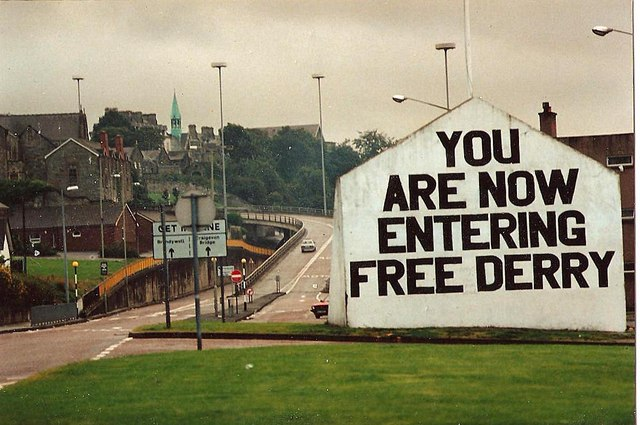
Free Derry Corner w Irlandii Północnej. Na ścianie widnieje napis informujący o przejściu do Wolnego Derry.

Wyzwolony obszar, który obejmował dzielnice Bogside i Creggan, po raz pierwszy został zabezpieczony przez lokalnych działaczy 5 stycznia 1969 roku po wkroczeniu do Bogside członków Royal Ulster Constabulary, czyli Królewskiej Policji Ulsteru (w skrócie RUC). Mieszkańcy miasta wybudowali barykady i uzbroili się w pałki i tym podobną broń, aby uniemożliwić wstęp policjantom z RUC. Po sześciu dniach okoliczni mieszkańcy rozebrali barykady, a Royal Ulster Constabulary wznowiło tam patrole, jednak napięcie w tym rejonie w ciągu następnych miesięcy nie słabło.

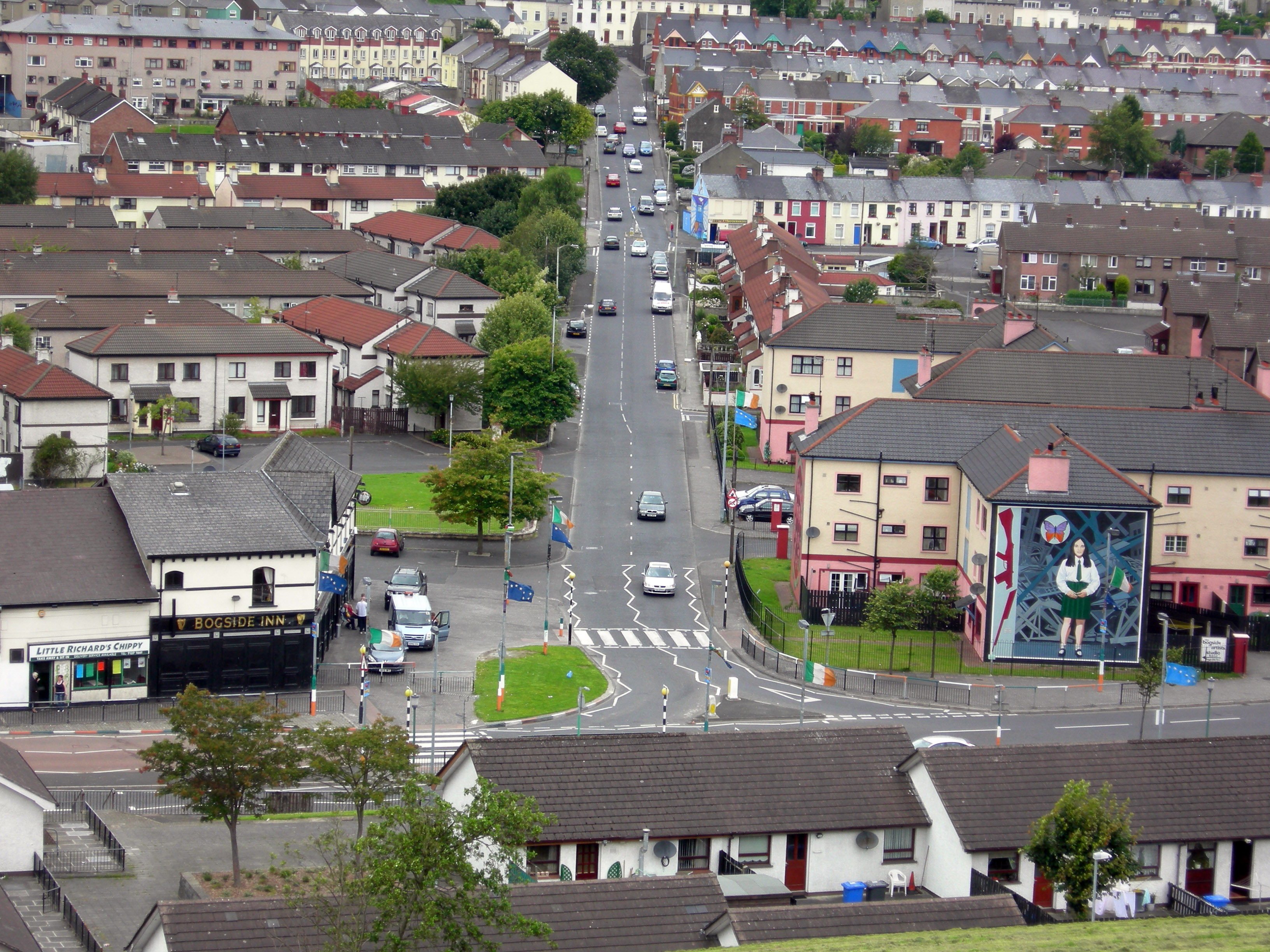
Westland Street w Bogside, gdzie pod numerem dziesiątym znajdowała się główna siedziba Stowarzyszenia na rzecz Obrony Obywateli Derry, czyli Derry Citizens Defence Association.

Napięta sytuacja miała swój punkt kulminacyjny 12 sierpnia 1969, kiedy to rozegrała się trzydniowe zamieszki pomiędzy mieszkańcami a Royal Ulster Constabulary, które przeszły do historii jako bitwa o Bogside. W dniu 14 sierpnia jednostki armii brytyjskiej zostały rozmieszczone na skraju Bogside, a funkcjonariusze RUC zostali wycofani. Derry Citizens' Defence Association, czyli Stowarzyszenie na rzecz Obrony Obywateli Derry (w skrócie DCDA) zadeklarowało zamiar utrzymania tego obszaru zarówno wobec armii brytyjskiej, jak i RUC, dopóki ich żądania nie zostaną spełnione. Od tego czasu armia brytyjska nie próbowała wchodzić na teren opanowany przez buntowników. Zaostrzona sytuacja trwała aż do 12 października 1969 roku, kiedy po opublikowaniu raportu Johna Hunta pozwolono na wejście do Wolnego Derry żandarmerii. Brytyjscy żandarmi wkroczyli tam pieszo i nieuzbrojeni.

## Działalność IRA

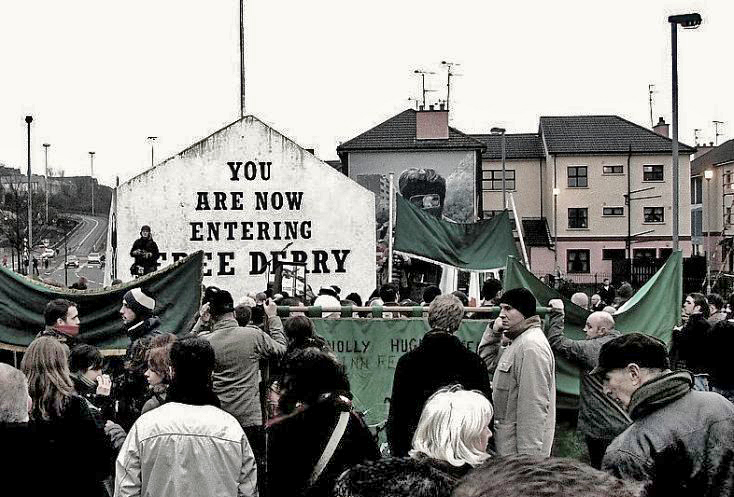
Obchody z okazji trzydziestej piątej rocznicy krwawej niedzieli w Derry.

Irish Republican Army, czyli Irlandzka Armia Republikańska (w skrócie IRA) zaczęła się uzbrajać na nowo i przeprowadzać rekrutację, poczynając od sierpnia 1969. W grudniu tego roku organizacja ta została podzielona na Official IRA, czyli Oficjalną Irlandzką Armię Republikańską i Provisional IRA, czyli Tymczasową Irlandzką Armię Republikańską. Oba odłamy IRA były wspierane przez ludność zamieszkującą obszar Wolnego Derry. Tymczasem stosunki między armią brytyjską a irlandzkimi nacjonalistami, które były początkowo dobre, uległy znacznemu pogorszeniu. W lipcu 1971 roku nastąpił gwałtowny wzrost rekrutacji w szeregi IRA, po tym jak dwóch młodych mężczyzn zostało zastrzelonych przez żołnierzy brytyjskich. Ponadto rząd wprowadził internowania 9 sierpnia 1971. W odpowiedzi na poczynania brytyjskiego rządu, barykady w Bogside i Creggan po raz kolejny zostały wzniesione. Tym razem Wolne Derry stało się strefą „no-go”, bronioną przez uzbrojonych członków zarówno Oficjalnego, jak i Tymczasowego IRA. Na terytorium Derry rozpoczęły się ataki na wojska brytyjskie, a Tymczasowa IRA rozpoczęła serię ataków bombowych w centrum miasta. Podobnie jak poprzednio, czyli w 1969, zaczęto obsadzać barykady, a lokalną przestępczością zaczęła zajmować się jurysdykcja ochotniczego organu znanego jako Free Derry Police, czyli Policja Wolnego Derry.

## Koniec Wolnego Derry
Wsparcie dla Irlandzkiej Armii Republikańskiej wzrosło jeszcze bardziej po krwawej niedzieli w styczniu 1972 roku, kiedy trzynastu nieuzbrojonych mężczyzn i chłopców zostało zastrzelonych przez Parachute Regiment, czyli Brytyjski Regiment Spadochroniarzy podczas demonstracji w Bogside. Czternasta ofiara krwawej niedzieli zmarła cztery i pół miesiąca później. Wsparcie dla buntowników zaczęło słabnąć po zabiciu przez Oficjalną IRA miejscowego młodego funkcjonariusza British Army, przebywającego w domu na urlopie. Po zawieszeniu broni przez Tymczasową Irlandzką Armię Republikańską, która przystąpiła do rozmów z brytyjskim rządem, Brytyjczycy podjęli decyzję, aby wkroczyć do strefy „no-go”. Wolne Derry zostało zlikwidowane 31 lipca 1972 roku, kiedy tysiące brytyjskich żołnierzy w ramach Operacji Motorman (czyli dosłownie „Motorniczy”), wjechało tam wozami opancerzonymi, oraz spycharkami do burzenia barykad.